# 破船
『破船』（はせん）は、吉村昭の時代小説。1980年7月より1981年12月まで雑誌『ちくま』に『海流』として連載されたものを加筆し、1982年に筑摩書房より刊行された長編小説である。1985年には新潮文庫より文庫判が刊行された。

## 概要
海辺の小さくて貧しい村を舞台に、難破船を「お船さま」と呼んで待ちわびる人々の悲哀と、それゆえに起こる悲劇的な結末を書いた時代小説である。
1996年に刊行された英訳版がアメリカで人気を博し、ドイツ語、オランダ語、フランス語など世界9か国語で翻訳され、吉村文学の海外ブームへと繋がった。
2020年には本作を原作としたフランス映画『Des feux dans la nuit』（英題：Fires in the dark）が公開され、数々の国際映画祭で作品賞や監督賞などを受賞。
2022年の本屋大賞発掘部門で、「超発掘本!」を受賞した。

## あらすじ
舞台は北の海に面した寒村である。村の畑は小石が多い痩せ土壌で、雑穀程度しか育たない。海の恵みは気まぐれで、いざ捕れた魚を売ろうにも町までは遠い。家々では、一家の誰かが身を売り、他所の町で下男や女中奉公することで家族を養っていた。しかし、そんな村にも数年に一度ほどではあるが、途方もない恵みがもたらされることがある。それは白米の俵、絹織物、清酒、砂糖、和蝋燭などの贅沢品、村人の平生の稼ぎでは到底手にしえないものだった。それらは、本来は村の沖を通る廻船の積み荷だった。
海が荒れる冬の夜、村人は前浜で夜通し製塩のために火を焚き続ける。しかし製塩とは表向きで、その実は積み荷を満載した廻船をおびき寄せる策である。嵐に襲われた廻船の船頭は、製塩の炎を人家の灯りと見間違え、荒波を避けられる入り江の存在を期待して舳先を向ける。しかし村の前浜の沖には暗礁が連なっており、大船は容赦なく座礁、難船してしまう。村人は動きを封じられた船に殺到して積み荷を奪い、船員は口封じのため無慈悲にも殺してしまう。こうして、村は時ならぬ恵みを享受するのだった。
主人公である少年・伊作は母親や弟妹と共に暮らしている。父は家族を養うため自らの身を3年の年季で売り、遠くの町で下男奉公をしている。体の弱い伊作は始終母親にどやしつけられながらも漁を学び、なんとか一人前の男に成長しようとしていた。そんな冬のある日、伊作は村長らから製塩の仕事に加わるよう命じられる。塩焼きの仕事が「お船さま」の到来と関係があるとうすうす感じつつ、疲れと睡魔に耐えつつ塩釜の火を守り続ける。やがて正月も過ぎ、新米の輸送船も絶える頃になっても、待望の「お船さま」は到来しない。結局、その冬はお船さまは来ないものとして塩焼きは中止される。
春の訪れとともに鰯、ついで烏賊の漁期となり、初夏には布の原料となるシナノキの皮を山で採集する。梅雨入りとともに秋刀魚が到来し、伊作は父から伝授された「手つかみ漁」をなれない手つきでこなしながら、漁師としての腕を磨いていく。盛夏から秋へと至り、村では恒例の儀式、孕み女が村長の前に据えられた膳椀を荒々しく蹴倒す「お船さま招き」が執り行われ、初冬と共に塩焼き窯に火が入れられる。そして12月下旬、待望のお船さま…米俵を満載した300石の輸送船がついに到来する。仕来りどおり船員を皆殺しにして船を解体し、証拠を隠滅した上で、米俵ほか酒樽や木綿、砂糖などの積み荷は村人に平等に分配される。飢餓線上の暮らしに喘いでいた村人たちには、一転して豊穣、さらには怠惰の風が兆しはじめる。
やがて春となり、今年も秋刀魚漁の季節となる、弟の磯吉と共に海で漁に励む傍ら、伊作は密かに想いを寄せる村娘・民の心意をはかりかねていた。冬の到来とともに、今年もお船さまを招く塩焼きが始まる。伊作の母親はもうじき年季明けて帰還する夫を待ちわびつつ、夫に食べさせたい一心で白米を節約して食い延ばしていた。
年明けの1月下旬、ついに待望のお船さまが到来する。しかしそのお船さまは奇妙だった。老朽化した船体の中に積み荷らしいものはなく、中では20人ほどの男女が骸となっていた。それら遺体はすべて赤い着物を身に着け、そして全身にひどいあばたがあったのだ。村人は一抹の不安を覚えたが、遺体がまとう赤い衣装は上質な生地でもあったゆえ、はぎとって「お船さまの恵み」として分配した。
数日後より、村人たちは次々と原因不明の高熱に倒れていく。

## 登場人物
伊作
主人公。9歳（のちに11歳）。
同い年の子供より小柄で痩せている。背伸びをするように爪先立てて歩く癖がある。
2年前に父から漁の手ほどきを受け、尾花蛸やさんまの漁などをして家を助けている。
伊作の父
頑健な体の持ち主。さんま漁が得意。不機嫌になると黙り込む。
3人目の出産を機に、自ら3年きりの年季奉公で島の南端にある廻船問屋に銀60匁で売られた。
伊作の母
大柄で力持ち。浅黒い肌をしている。
「三年たてば戻る。それまで子供たちを飢えさせるな」という夫の言葉に従い、懸命に家を守ろうとする。それゆえ、伊作たち子供にも厳しい態度で接する。
村おさ
村の長。幼児のように細く甲高い声の持ち主。
冬季に入ったある日、伊作を呼び、塩焼きをするように命じる。
吉蔵
村の住人。伊作の父と親しい関係。伊作とともに塩焼きをする。
数年前に眼病にとりつかれて漁に出られなくなり、妻を3年の年季で売る。半年遅れて戻ってきたのを疑い、妻を激しく折檻するようになり、それから表情は暗く、口数も少なくなった。
佐平
伊作と同い年。
仙吉
村の住人。刳舟づくりが得意。
幼時に腿の骨を折ったため、片方の足が極端に短い。
民
仙吉の三女。
母に似て色が浅黒いが、目は張り、鼻筋が通っている。体の動きに動物のようなしなやかさがある。
金蔵
村の住人。
蛸つきに岩礁を歩き回っている折り、足を滑らせて腰を岩角に激しくぶつけたため足腰が立たなくなり、無駄飯食いの荷やっかいな存在となっていた。
水しか与えられなくなり、やがて衰弱死する。